# خلية السرعة
الخلايا السرعية هي أعصاب يتغير معدل إطلاق النبضات فيها تبعًا لسرعة حركة الحيوان في بيئته المحيطة. جنبًا إلى جنب مع خلايا المكان، وخلايا الشبكة، وخلايا الحدود، وخلايا اتجاه الرأس، فإنها تشكل جزءًا من مجموعة أكبر من الأعصاب التي تشارك في رسم خريطة ذهنية للبيئة المحيطة، توجد الخلايا السرعية في القشرة الحافة النصفية.

## نبذة تاريخية:
مع اكتشاف "الخلايا الشبكية" عام 2005 من قبل إدفارد موسر وماي بريت موسر، أدرك العلماء أن هذه الخلايا ليست الوحيدة المسؤولة عن تحديد موقع الحيوان المكاني. تستخدم الخلايا الشبكية معلومات الاتجاه والسرعة لتحديد الموقع. واكتشاف جيمس ب. رانك الابن الخلايا المسؤولة عن تحديد اتجاه الرأس أو توجه الحيوان (خلايا اتجاه الرأس)، عزز فهم عملية تحديد الموقع. ظل آل موسر يبحثون عن "الخلايا السرعية" المفترضة، وفي عام 2015، تمكنوا من إثبات وجودها في القشرة الحافة النصفية المتوسطة.
تتغير نبضات الخلايا السرعية استجابةً لتغيرات سرعة الحيوان، تختلف عن الخلايا المكانية، إذ أنها لا تعتمد على الإشارات البصرية، فالظلام لا يؤثر على معدل نبضاتها، ترتبط نبضات هذه الخلايا بشكل أفضل بسرعة الحيوان المستقبلية، مما يوحي بأنها تعرف مسبقًا سرعته.

## تجربة
في التجربة التي أجراها موزر، أُجريَت تجربة على فئران ليركضوا على مسار ضيق بطول 4 أمتار. يشبه النموذج سيارة بدون قاع من مسلسل الرسوم المتحركة فلينستون. وُجهت الفئران بواسطة هذه السيارة للركض بسرعة 7 و 14 و 21 و 28 سم/ثانية. تم تسجيل إطلاق الخلايا. مُنحت الفئران شوكولاتة في نهاية المسار. وللتخلص من تأثير خلايا القشرة الحافة النصفية المجاورة على القراءات، أُجريت تجربة ثانية. في هذه التجربة، سُمح للفئران بالبحث بحرية بسرعات تتراوح من 0 إلى 50 سم/ثانية.

## وظيفة
يُرسل إطلاق خلايا السرعة استجابة لحركة الحيوان معلومات فورية للخلايا الشبكية (grid cells). بدورها، تستخدم الخلية الشبكية هذه المعلومات إلى جانب اتجاه الرأس لحساب موقع الحيوان على الخريطة المعرفية. تعمل الخلية الشبكية جنبًا إلى جنب مع خلايا اتجاه الرأس، وخلايا الحدود، وخلايا السرعة، وخلايا المكان على توفير ترابط بين جوانب الحركة المختلفة للحيوان بالنسبة إلى بيئته.
يتضمن مرض الزهايمر تلفًا في القشرة الحافة النصفية. تحتوي هذه المنطقة على معظم الخلايا المشاركة في عملية رسم الخرائط المعرفية، وقد يوحي هذا السبب لماذا يميل مرضى الزهايمر إلى النسيان أو الضياع. يقترح إدفارد موسر أيضًا أن فهم كيفية عمل نظام تحديد المواقع البشري يمكن أن يوفر أدلة لفهم وظائف المخ الأخرى مثل ارتباط الرائحة بالذاكرة.

## انظر ايضًا
- قائمة أنواع الخلايا المميزة في جسم الإنسان البالغ